# Indijski institut za nauku
Indijski institut za nauku (IISc) javni je univerzitet za istraživanje i više obrazovanje u oblastima nauke i inženjerstva, lociran u Bangaloru u indijskoj državi Karnataka. Institut je osnovan 1909. godine uz aktivnu podršku Jamsetji Tate i Krišne Raja Vadijara IV, i stoga je lokalno poznat i kao „Tata institut”. Njemu je dodeljen univerzitetski status 1958. godine, i status Eminentnog instituta 2018. godine.

## Istorija
Nakon jednog slučajnog susreta između Jamsetji Tata i Svami Vivekanada, na brodu 1893. godine, gde su razgovarali o Tatovom planu dovođenja industrije čelika u Indiju, Tata je pet godina kasnije pisao Vivekanandu: „Verujem, da me se sećate kao saputnika na putovanju od Japana do Čikaga. Veoma se dobro sećam vašeg gledišta o rastu asketskog duha u Indiji ... Sećam se tih ideja u kontekstu moje šeme istraživačkog instituta za nauku o kojoj ste nesumnjivo čuli ili čitali.”
Impresioniran Vivekanandovim gledištima na nauku i liderskim sposobnostima, Tata je želeo da on predvodi njegovu kampanju. Vivekananda je projekat podržao sa entuzijazmom, i Tata je, s ciljem unapređenja naučnih sposobnosti zemlje, formirao Provizioni komitet za pripremu plana za osnivanje Instituta za istraživanje i visoko obrazovanje. Komitet je lordu Kurzonu predstavio nacrt predloga 31. decembra 1898. Nakon toga je nobelovac Ser Vilijam Remzi pozvan da predloži prikladno mesto za takvu instituciju. On je predložio Bangalor kao najbolju lokaciju. Mir Osman Ali Kan je dao najveći novčani doprinos koji je tokom perioda od 31 godine iznosio 3 stotine hiljada rupija.
Zemljište i druge objekte za ustanovu donirali su u ime države Majsor Krišnaraja Vodejar IV i sam Tata. Država Karnataka je donirala oko 371 akra (1,50 km²) zemljišta. (što se sada vrednuje na oko 200 milijardi rupija). Tata je dao nekoliko zgrada za stvaranju IISc. Država Karnataka takođe je doprinela sa 500.000 rupija (sada vrednutih 12,5 miliona) za kapitalne izdatke i 50.000 rupija (sada u vrednosti od 1,25 miliona) za godišnje troškove.
Formiranje instituta odobrio je vajsroj, lord Minto, a neophodni Nalog otpočinjanja kojim je omogućeno njegovo funkcionisanje je potpisan 27. maja 1909. godine. Početkom 1911. godine, Maharadža od Majsora položio je kamen temeljac instituta, i 24. jula, prva grupa studenata primljena je na katedru za opštu i primenjenu hemiju Normana Rudolfa i elektrotehniku pod Alferdom Hajom. Dva meseca kasnije otvoreno je Odeljenje za organsku hemiju. Godine 1958, UGC je dodelio institutu status vrhunskog instituta.
U vreme nastanka IISc 1909. godine, Moris Travers, saradnik Ser Vilijama Remzija u otkrivanju plemenitih gasova, postao je njegov prvi direktor. Za Traversa je to bio prirodni nastavak njegovog rada na institutu, jer je on igrao ulogu u njegovom osnivanju. Prvi indijski direktor bio je nobelovac Ser C.V. Raman. Raman je bio indijski dobitnik Nobelove nagrade za nauku. Sadašnji direktor je Anurag Kumar.
Ovaj institut je prvi uveo magistarske studije iz inženjerstva. Takođe je započeo integrisane doktorske programe za diplomirane studente bioloških, hemijskih, fizičkih i matematičkih nauka.
Godine 2018, IISc je bio jedan od prvih šest instituta kojima je dodeljen status Eminentnog instituta.

## Studentske aktivnosti
Pravega je godišnji naučni, tehnološki i kulturni festival indijskog Instituta za nauku iz Bangalora. Pokrenut 2013. godine od strane dodiplomskih studenata IISc, festival se obično održava trećeg vikenda januara. IISc je domaćin Vijiošija, godišnjeg nacionalnog naučnog kampa za srednjoškolce i studente.
IISc takođe ima aktivne sportske timove, od kojih su glavni u kriketu, fudbalu, badmintonu i odbojci. Oni svake godine učestvuju u IISM (inter IISER sportski susreti) i brojnim drugim turnirima i događajima.

## Teroristički napad iz decembra 2005.
Dana 28. decembra 2005. godine, dva nepoznata muškarca započela su neselektivnu pucnjavu u kampusu IISc. Maniš Čander Puri, profesor iz IIT u Delhiju, poginuo je u napadu. Četiri druge osobe su povređene.

## Asocijacije diplomiranih studenata
IISc ima matično udruženje alumnija (AA) u Bangaloru i nekoliko drugih ogranaka uključujući SAD (IISCAANA). Od nedavno udruženje roditelja uključeno je u nekoliko sporova. Jedan od razloga su napori pojedinaca da se dozvoli nosiocima diploma koji nisu stečene na IISc da postanu deo AA. Slična situacija je stvorena u IISCAANA, kad je dopušteno da nekoliko osoba koje nisu IISc članovi da budu aktivne u timu. IIScAANA omogućava onima koji nisu stekli diplomu da postanu članovi dodavanjem klauzule „završen najmanje jedan semestar kurseva u IISc” u sekciji pravilnika za podobnost članstva.

## Spoljašnje veze
- Reporter, B. S. „IISc start-up builds world's first food grade DNA/RNA stain”. Приступљено 13. 6. 2016.
- „SERC — India”. Архивирано из оригинала 29. 11. 2018. г. Приступљено 01. 12. 2019.
- „ET — India”. Архивирано из оригинала 13. 09. 2016. г. Приступљено 01. 12. 2019.
- „About J R D Tata Memorial Library”. Архивирано из оригинала 19. 2. 2012. г. Приступљено 17. 2. 2012.